# Asako Takakura
Asako Takakura (高倉 麻子 Takakura Asako?), född 19 april 1968, är en japansk fotbollstränare och tidigare fotbollsspelare. Hon är nuvarande förbundskapten för japanska damlandslaget.
Asako Takakura debuterade för Japans landslag den 17 oktober 1984 i en 0–6-förlust mot Italien. Hon spelade 79 landskamper för det japanska landslaget. Hon deltog bland annat i fotbolls-VM 1991, 1995 och OS 1996.